# Betty E. Box
Pour les articles homonymes, voir Box.
Betty Evelyn Box est une productrice de cinéma britannique née le 25 septembre 1915 à Beckenham (alors dans le Kent) et morte le 15 janvier 1999 à Chiltern (Buckinghamshire).

## Biographie
Elle entre dans le monde du cinéma en 1942, lorsque son frère Sydney Box lui propose de le rejoindre au sein de Verity Films (en), une société de production de documentaires et de films de propagande. Après la guerre, elle passe aux films de fiction aux Studios Riverside (en). Lorsque Sydney prend la direction de Gainsborough Pictures en 1946, il l'engage comme directrice de la production aux studios d'Islington,.
À la fermeture de Gainsborough en 1949, Betty Box passe aux Pinewood Studios, une des périodes les plus difficiles de sa carrière : elle dut hypothéquer sa maison pour produire La Fille aux papillons (en) (The Clouded Yellow) en 1950, premier résultat de sa longue collaboration avec le réalisateur Ralph Thomas.
Elle est faite officier de l'Ordre de l'Empire britannique en 1958.

## Filmographie (sélection)
- 1947 : When the Bough Breaks (en) de Lawrence Huntington
- 1947 : La Vengeance du docteur Joyce (en) de Lawrence Huntington
- 1947 : Dear Murderer d'Arthur Crabtree
- 1948 : Here Come the Huggetts de Ken Annakin
- 1948 : Miranda de Ken Annakin
- 1949 : Don't Ever Leave Me (en) d'Arthur Crabtree
- 1949 : Christophe Colomb (Christopher Colombus) de David MacDonald
- 1949 : Marry Me! de Terence Fisher
- 1949 : The Huggetts Abroad de Ken Annakin
- 1949 : It's Not Cricket (en) d'Alfred Roome
- 1950 : La Fille aux papillons (en) (The Clouded Yellow ) de Ralph Thomas
- 1950 : Si Paris l'avait su (So Long at the Fair) d'Antony Darnborough et Terence Fisher
- 1949 : Vote for Huggett de Ken Annakin
- 1951 : Appointment with Venus de Ralph Thomas
- 1952 : Enquête à Venise (Venetian Bird) de Ralph Thomas
- 1953 : A Day to Remember de Ralph Thomas
- 1954 : Folle des hommes (Mad About Men) de Ralph Thomas
- 1954 : Toubib or not Toubib (Doctor in the House) de Ralph Thomas
- 1955 : Rendez-vous à Rio (Doctor at Sea) de Ralph Thomas
- 1956 : À tombeau ouvert (Checkpoint) de Ralph Thomas
- 1956 : Whisky, Vodka et Jupon de fer (The Iron Petticoat)
- 1957 : La Vallée de l'or noir  (Campbell's Kingdom) de Ralph Thomas
- 1957 : Toubib en liberté (Doctor at Large) de Ralph Thomas
- 1958 : Le vent ne sait pas lire (The Wind Cannot Read) de Ralph Thomas
- 1958 : Sous la terreur (A Tale of Two Cities) de Ralph Thomas
- 1959 : Entrée de service (Upstairs and Downstairs) de Ralph Thomas
- 1959 : Les 39 Marches (The 39 Steps) de Ralph Thomas
- 1960 : L'Amour en pilules de Ralph Thomas
- 1960 : Les Conspiratrices (Conspiracy of Hearts) de Ralph Thomas
- 1961 : No My Darling Daughter de Ralph Thomas
- 1961 : Pas d'amour pour Johnny (No Love for Johnnie) de Ralph Thomas
- 1962 : The Wild and the Willing de Ralph Thomas
- 1962 : A Pair of Briefs de Ralph Thomas
- 1963 : Docteur en détresse de Ralph Thomas
- 1964 : X3, agent secret (Hot Enough for June) de Ralph Thomas
- 1965 : Dernière Mission à Nicosie (The High Bright Sun) de Ralph Thomas
- 1966 : Doctor in Clover (en) de Ralph Thomas
- 1967 : Plus féroces que les mâles (Deadlier Than the Male) de Ralph Thomas
- 1968 : Mandat d'arrêt (Nobody Runs Forever) de Ralph Thomas
- 1969 : Dieu pardonne, elles jamais ! de Ralph Thomas
- 1970 : Docteur en détresse (en) de Ralph Thomas
- 1971 : Mon petit oiseau s'appelle Percy, il va très bien merci (en) de Ralph Thomas
- 1973 : The Love Ban (en) de Ralph Thomas
- 1974 : Percy's Progress (en) de Ralph Thomas